# Amelia Bloomer
Amelia Bloomer (Homer, Nova York, 27 de maig de 1818 - Council Bluffs, Iowa, 30 de desembre de 1894), periodista estatunidenca, editora, sufragista i activista pels drets de les dones.

## Biografia
Amelia Jenks Bloomer (de nom de soltera, Amelia Jenkins Bloomer) va néixer el 27 de maig de 1818 en una família modesta de Homer, Nova York. Encara que només va estudiar pocs anys d'escolarització formal, es va convertir en professora, al principi en escoles públiques i posteriorment com a tutora privada.
A l'edat de 22 anys, Amelia es va casar amb l'advocat Dexter Bloomer, de Seneca Falls, Nova York, un quàquer amb visions progressistes que va animar Amelia a escriure per al seu diari, el Seneca Falls Count.

### Editora: "The Lily"
L'1 de gener de 1849, el primer diari del món únicament dedicat a les dones, i editat per dones, va ser llançat als Estats Units: "The Lily", la portada del qual duia la indicació 'Publicat per una comissió de dames’. La publicació es va editar des de 1849 fins a 1853. Inicialment va començar com un diari en favor del Moviment per la Temprança, contra el consum de begudes alcohòliques, amb una distribució "domèstica" entre els membres de la "Seneca Falls Ladies Temperance Society". La circulació de The Lily va passar de 500 exemplars al mes a 4000 a causa de la controvèrsia de la reforma del vestit.
A finals de 1853, els Bloomers es van traslladar a Mount Vernon, Ohio, on Amelia Bloomer va continuar editant The Lily, que aleshores tenia una circulació nacional de més de 6000 exemplars. Bloomer va vendre The Lily el 1854 a Mary Birdsall, perquè ella i el seu marit Dexter es va tornar a traslladar aquesta vegada a Council Bluffs, Iowa, on no hi havia cap instal·lació per publicar el diari.
Elizabeth Cady Stanton va ser una de les primeres col·laboradores de la publicació, i probablement va ser per la seva influència que Bloomer inclogués més i més articles sobre els drets de les dones, transformant la naturalesa inicial de The Lily, que adquirí una perspectiva de caràcter més feminista.

### Activista
El 1848, Amelia Bloomer va assistir a la Primera Convenció sobre els Drets de la Dona als Estats Units, celebrada a Seneca Falls, Nova York. Va ser organitzada per Elizabeth Cady Stanton, una figura líder del moviment de sufragi femení. El discurs va ser publicat a la North Star Printing Office, propietat de l'exesclau i reformador social, Frederick Douglass. En aquesta època també va coincidir amb altres líders dels drets civils i de les dones com la sufragista Susan B. Anthony.
Una de les activitats més populars de Bloomer va ser la defensa d'un tipus de vestimenta femenina que fos més pràctica i portable. La moda femenina de la dècada de 1850 consistia en cotilles poc saludables, que podien pesar més de quatre Kg. i que sovint provocaven greus problemes de salut. Bloomer va començar a defensar la roba que havia estat usada per Frances Wright i les dones que vivien a la comuna experimental de New Harmony, Indiana, en la dècada de 1820, i que també va ser usat en públic per l'actriu Fanny Kemble.
El nou vestit, que ràpidament s'anomenà "bloomers", estava fet d'un cosset independent i una faldilla fins als genolls amb un parell de pantalons a sota. Bloomer va declarar més endavant: "Tan bon punt es va saber que portava el nou vestit, rebia centenars de cartes de dones de tot el país fent consultes sobre el vestit i demanant patrons".
En 1851, Amelia Bloomer va aparèixer per primera vegada com a ponent en actes públics amb conferències en ciutats com Cleveland, Cincinnati, Chicago, Milwaukee i St. Louis.
El calendari de sants de l'Església Episcopal la recorda anualment, juntament amb Sojourner Truth, Elizabeth Cady Stanton i Harriet Ross Tubman, el 20 de juliol.
Va ser admesa com a membre de la National Women's Hall of Fame.